# 칼의 노래
《칼의 노래》는 대한민국의 소설가 김훈이 2001년 발표한 역사소설이다.
임진왜란의 영웅 충무공 이순신 안에 존재하는 고뇌하는 인간으로서의 모습을 1인칭 시점으로 담아낸 작품으로, 2001년 제21회 동인문학상을 수상했다.
KBS 드라마 《불멸의 이순신》의 공동 원작이다. (다른 원작은 김탁환의 《불멸》)
2007년 12월, 출간 6년 7개월 만에 100만 부 이상 팔려 밀리언셀러가 되었고, 프랑스와 독일, 일본, 대만 등에 번역 출간되었다.

## 내용
이 책은 임진왜란 당시 이순신은 조선 수군의 수장으로 일본 수군의 이동을 저지하고 남해의 제해권을 장악하였으나 조정과 국왕 선조는 그의 공을 치하하는 대신 관직을 빼앗고 백의종군시킨 내용을 담고있다. 이 소설은 이순신이 삼도수군통제사(三道水軍統制使)직을 박탈당한 1597년에서 이후 다시 전선에 나간 뒤 노량해전에서 총탄에 맞고 전사한 1598년까지 약 2년의 이야기를 담고있다.
저자는 당대의 사건들 속에서 이순신의 드러나 있는 궤적을 다큐멘터리식으로 복원하여 현실성을 부여하되, 소설 고유의 이순신 1인칭 서술을 일관되게 유지하여 전투 전후의 심사, 혈육의 죽음, 여인과의 통정, 4백 년이라는 시간 속에서도 달라진 바 없는 한국 문화의 혼미한 정체성, 정치와 권력의 폭력성, 죽음에 대한 사유, 문(文)과 무(武)의 멀고 가까움(문의 복잡함과 대조되는 무의 단순미), 밥과 몸에 대한 사유, 한 나라의 생사를 책임진 지극히 인간적인 존재의 장군으로서의 고뇌 등을 드러내고 사회 안에서 개인이 가질 수 있는 삶의 태도에 대해 서술한다.
왜 선조는 이순신을 잡아들였는지 소설에서는 선조 임금의 섬세하고 나약한 면모가 그 원인이라고 평가하며 임금은 나약하고, 나약하기 때문에 비열해질 수 있다고 썼다. 같은 이유로 의병장 김덕령, 곽재우 등이 문초를 받고 죽음에 이르기도 한다. 이 부분들을 인용하면서 적군과의 대결 구도 외에도 임금 및 조정과의 대치해야 하는 고뇌와 시대적 상황을 세밀하게 묘사하고 있다. 각종 대한민국내 미디어들의 이순신 신드롬의 시발점이 된 작품으로 평가받고 또한 일본에서도 번역되었다.
임진왜란 이후 조선 조정과 더불어 현대까지 이순신은 구국의 명장으로 국가적으로 추앙받고 위상의 공식적 권위를 부여하는 국가적 시책을 시행하였으나 이순신의 성격, 내면을 조명하게 하는 중요한 작품으로 평가되는 작품이기도 하다.

## 같이 보기
- 난중일기
- 불멸의 이순신
- 이순신